# Jižní dvůr

Císařská sídla se v období Nanbokučó nacházela poměrně dost blízko sebe. Tradičně se označovala jako:
Severní hlavní město: Kjóto
Jižní hlavní město: Jošino.

Jižní dvůr (japonsky 南朝, Nančó) byla linie čtyř císařů, z nichž první byl císař Go-Daigo a poslední císař Go-Kamejama, jejichž nároky na vládcovství během období Nanbokučó v letech 1336 až 1392 si přisvojil takzvaný Severní dvůr. Toto období skončilo definitivní prohrou panovníků Jižního dvora, kteří se museli zcela podřídit vládcům Severního dvora. Zatímco pozdější japonští panovníci odvozovali svůj původ od linie panovníků Severního dvora, potomci přisuzovali v tomto období výhradní legitimitu Dvoru jižnímu
Císaři Jižního dvora byli označováni jako „mladší linie“ neboli linie Daikakudži-tō (大覚寺統) a linie Daikakudži (大覚寺). Toto označení pocházelo od šingonského chrámu Daikakudži, který byl klášterním sídlem císaře Go-Udy. Jelikož Jižní dvůr sídlil v Jošinu, bývá rovněž nazýván Jošinský dvůr (japonsky 吉野朝廷, Jošino čótei.

## Historie
Poté co vládce císařského dvora Go-Daigo v roce 1333 svrhl Kamakurský šógunát ovládaný regenty klanu Hódžó, začalo krátké období restaurace Kenmu. Císařův stoupenec Takaudži Ašikaga pocházel z rodu Minamoto, a mohl proto jako jediný z Go-Daigových stoupenců aspirovat na titul šóguna. Měl však pocit, že nebyl za své dosavadní služby dostatečně odměněn. Obrátil se proto proti Go-Daigovi a za nového císaře prohlásil jeho bratrance z druhého kolena a třetího syna dřívějšího císaře prince Kazuhita jako císaře Kógona. Po rozvrácení kamakurského šógunátu ztratil Kógon svůj nárok, ale jeho bratr Jutahito, pozdější císař Kómjó, a jeho dva synové byli podporováni novými šóguny z rodu Ašikaga coby právoplatní uchazeči o japonský Chryzantémový trůn. Kógonův rod tak vytvořil v Kjótu konkurenční císařský dvůr, který se začal nazývat Severní dvůr, jelikož Kjóto leží na sever od sídla stávajícího dvora v Jošinu, jemuž se začalo říkat Jižní dvůr. Izolovaný císař Go-Daigo nedokázal ovlivnit následnictví na císařském trůnu, čímž přišel o svoji zbývající moc. Šógunové pak vládli Japonsku až do roku 1867.

## Severní dvůr
Počátky Severního dvora sahají až k císaři Go-Sagovi, který vládl v letech 1242–1246. Po Go-Sagovi usedli na trůn jeho dva synové, Hisahito jako císař Go-Fukakusa a Cunehito jako císař Kamejama. Na smrtelné posteli trval císař Go-Saga roku 1272 na tom, aby jeho synové přijali za svůj plán, podle něhož by na japonský trůn nastupovali budoucí císaři z obou bratrských linií střídavě. Tento plán se však ukázal jako neuskutečnitelný, což vedlo ke vzniku soupeřících skupin a uchazečů o trůn.
Severní císařský dvůr podporovaný šóguny z rodu Ašikaga soupeřil s Jižním císařským dvorem, jehož představitelem byl císař Go-Daigo a jeho potomci. Název Jižní dvůr byl odvozen od zeměpisné polohy jeho sídla, Jošina v Naře, které se nachází jižně od Kjóta, kde sídlil Severní dvůr. Přestože se přesné umístění císařova sídla měnilo, bylo běžně ztotožňováno právě s Jošinem.

## Znovusjednocení císařských dvorů
Dvojvládí Severního a Jižního dvora skončilo, poté co byl císař Go-Kamejama roku 1392 svými protivníky přinucen abdikovat ve prospěch Kógonova pravnuka prince Motohita, který se stal císařem Go-Komacuem. Severní dvůr měl ve skutečnosti jen mizivou nezávislost, protože jej ovládali šógunové z rodu Ašikaga. To je jeden z důvodů, proč jsou císaři Jižního dvora od 19. století pokládáni za zákonné japonské císaře. Dalším důvodem byla i skutečnost, že Jižní dvůr spravoval Japonské císařské regálie. Císaři Severního dvora tedy nejsou považováni za legitimní japonské císaře. Jediným uznávaným císařem z nich je až poslední, šestý císař severního dvora Go-Komacu, 100. císař Japonska v souladu s tradičním pořadím posloupnosti.
Jižní císař Go-Kamejama se dohodl se severním císařem Go-Komacuem na návratu ke starému desetiletému plánu střídání na Chryzantémovém trůnu. Avšak Go-Komacu svůj slib porušil a tuto dohodu nedodržel. Nejenže sám vládl dlouhých 20 let, ale jeho nástupcem se stal jeho vlastní syn, nikoli syn vládce bývalého Jižního dvora.
Dekret vydaný císařem Meidžim 3. března 1911 stanovil, že zákonití panovníci tohoto období (Meidži) jsou prostřednictvím císaře Go-Murakamiho, vládce Jižního dvora v letech 1339–1368, přímými potomky císaře Go-Daiga.

## Císařové Jižního dvora
- Go-Daigo (japonsky 後醍醐天皇, Go-Daigo-tennó, 1288–1339, vládl 1318–1339)
- Go-Murakami (japonsky 後村上天皇, Go-Murakami-tennó, 1328–1368, vládl 1339–1368)
- Čókei (japonsky 長慶天皇,  Čókei-tennō, 1343–1394, vládl 1368–1383)
- Go-Kamejama (japonsky 後亀山天皇, Go-Kamejama-tennó, 1347–1424, vládl 1383–1392)

## Zajímavost
Jeden z potomků Jižního dvora, jistý Hiromiči Kumazawa, se krátce po skončení 2. světové války prohlásil za právoplatného japonského císaře. Tvrdil, že je 19. přímým potomkem císaře Go-Kamejamy. Jako údajný přímý potomek císařů Jižního dvora prohlašoval, že císař Hirohito je nelegitimní. Poukazoval na to, že celá Hirohitova linie jsou potomci císařů Severního dvora. Předložil dokonce svůj rodinný rejstřík neboli koseki, v němž byla podrobně popsána jeho pokrevní linie až k císaři Go-Daigovi. Jeho tvrzení však dokázala vzbudit nanejvýš sympatie. Přestože se dopustil urážky majestátu, nebyl souzen ani za ni, ani za nošení císařského emblému.